# Lehmrade
Lehmrade ist eine Gemeinde im Kreis Herzogtum Lauenburg in Schleswig-Holstein. Sie gehört zum Amt Breitenfelde. Drüsen liegt im Gemeindegebiet.

## Geographie und Verkehr
Lehmrade liegt südlich des Oldenburger Sees an der Landesstraße 287 im Naturpark Lauenburgische Seen sechs Kilometer südöstlich von Mölln; der dazugehörige Ortsteil Drüsen drei Kilometer westlich von Lehmrade auf dem Weg nach Mölln. Der Bahnhof und die Strecke nach Hollenbek wurden 1959 aufgegeben, die Verbindung ist mittlerweile abgebaut.

## Geschichte
Das Dorf wurde im Ratzeburger Zehntregister von 1230 zum ersten Mal urkundlich erwähnt. Ab 1948 gehörte die Gemeinde zum Amt Gudow, das 1971 mit dem Amt Sterley zum Amt Gudow-Sterley zusammengefasst wurde. Mit der Auflösung des Amtes Gudow-Sterley trat die Gemeinde am 1. Januar 2007 dem Amt Breitenfelde bei. In den Jahren 2006 und 2007 wurde ein Dorfgemeinschaftshaus erstellt.

## Religion
Ungefähr 65 % der Einwohner von Lehmrade sind evangelisch, etwa 3 % katholisch. Die Lutheraner gehören zur Kirchengemeinde Gudow mit ihrer St.-Marien-Kirche. Die Katholiken sind der Pfarrei St. Ansverus mit Sitz in Ahrensburg zugeordnet, deren nächste Filialkirche Hl. Kreuz (Mölln) ist.

## Politik

### Gemeindevertretung
Bei der Kommunalwahl am 14. Mai 2023 wurden insgesamt neun Sitze vergeben. Von diesen erhielten AKTIV – Lehmrade und die Bürgerliche Lehmrader Wählergemeinschaft jeweils vier Sitze und die Freie Wählergemeinschaft Lehmrade erhielt einen Sitz.

### Wappen
Blasonierung: „Über goldenem Wellenschildfuß, darin ein räderloser schwarzer Pflug, in Blau ein schräglinks auffliegender, natürlich tingierter Storch.“

## Wirtschaft
Seit 1956 gibt es eine Rehabilitationsklinik am Ort, die auch vielen Einheimischen Arbeit bietet. Im Ortsteil Drüsen gibt es einen Campingplatz, der direkt am Lütauer See liegt.